# Registr toxických účinků chemických látek

Výstražný symbol pro toxické látky

Registr toxických účinků chemických látek (anglicky Registry of Toxic Effects of Chemical Substances, RTECS) je databáze toxikologických informací sestavená z volně dostupné vědecké literatury bez odkazu na platnost nebo užitečnost publikovaných studií. Do roku 2001 byla databáze spravována americkou organizací NIOSH (National Institute for Occupational Safety and Health, česky Národní ústav pro bezpečnost a ochranu zdraví při práci) jako veřejně dostupná publikace. Nyní ji spravuje soukromá společnost Symyx Technologies a je dostupná jen za poplatek.

## Obsah
Databáze obsahuje šest typů toxikologických informací:
1. primární podráždění
2. mutagenní účinky
3. reprodukční účinky
4. karcinogenní účinky
5. akutní toxicita
6. toxicita vícenásobných dávek

V databázi jsou zmiňovány jak specifické číselné hodnoty, jako například LD50, LC50, TDLo nebo TCLo, tak i studované organismy a způsob podání látky. Pro všechna data jsou uvedeny bibliografické zdroje. Studie nejsou nijak hodnoceny.

## Historie
Databáze RTECS byla aktivitou schválenou americkým Kongresem, zakotvenou v Sekci 20(a)(6) zákona Occupational Safety and Health Act z roku 1970 (PL 91-596). Původní vydání, známé jako Seznam toxických látek (Toxic Substances List), bylo publikováno 28. června 1971 a obsahovalo toxikologická data o zhruba 5 000 chemikáliích. Název byl později změněn na dnešní Registr toxických účinků chemických látek (Registry of Toxic Effects of Chemical Substances). V lednu 2001 databáze obsahovala 152 970 chemikálií. V prosinci 2001 byla správa RTECS převedena z NIOSH do soukromé firmy Elsevier MDL. Tuto firmu koupila v roce 2007 společnost Symyx, součástí akvizice byla i databáze RTECS. Ta je nyní dostupné jen za poplatek ve formě ročního předplatného.
RTECS je k dispozici v angličtině, francouzštině a španělštině, a to prostřednictvím Kanadského centra pro bezpečnost a ochranu zdraví při práci. Předplatitelé mají přístup přes web, na CD-ROM a ve formátu pro intranet. Databáze je dostupná na webu i přes NISC (National Information Services Corporation) a ExPub (Expert Publishing, LLC).